# Le Père Desmarets
Le Père Desmarets est un tableau peint en 1805 par Jean-Auguste-Dominique Ingres, intitulé ainsi par l'artiste dans ses carnets et sur la toile, l'identité réelle du modèle est sujet à conjectures. Henry Lapauze auteur en 1911 de la première étude approfondie sur le peintre, proposait Sébastien Desmarets, un graveur actif à cette période, Georges Wildenstein l'identifie comme étant le peintre Frédéric Desmarais, artiste de l'entourage d'Ingres et premier professeur de Lorenzo Bartolini, le dernier nom proposé par l'historienne d'art Hélène Toussaint en 1985 est celui de Pierre-Marie, dit Charles Desmarest, chef de la police secrète sous Napoléon. Le tableau est exposé au musée des Augustins de Toulouse où il est en dépôt depuis 1952.

## Provenance
Le portrait apparaît en 1867 au numéro 17 de la vente Danlos l'ainé. Mis en vente le 15 décembre 1941 à l'Hôtel Drouot à Paris par la famille Delacre. Le tableau est saisi par les nazis et acheté pour 300 000 reichsmarks (avec l'intermédiaire de Hildebrand Gurlitt) pour la collection d'Hitler au musée de Lintz. Le tableau est restitué par les alliés en 1945 à la France où il est transféré au musée du Louvre qui le mets en dépôt au musée des Augustins de Toulouse en 1952,. Ayant été établi que la vente n'a pas été effectuée sous la contrainte, il a été considéré que le tableau ne devait pas être restitué et qu'il était « souhaitable de le conserver dans les collections publiques françaises ».